# Glypta maruyamensis
Glypta maruyamensis är en stekelart som beskrevs av Tohru Uchida 1928. Glypta maruyamensis ingår i släktet Glypta och familjen brokparasitsteklar. Inga underarter finns listade i Catalogue of Life.